# YaYa Diaby
YaYa Diaby (Atlanta, 30 maggio 1999) è un giocatore di football americano statunitense che milita nel ruolo di linebacker per i Tampa Bay Buccaneers della National Football League (NFL).

## Carriera

### Tampa Bay Buccaneers
Al college Diaby giocò a football al Georgia Military College (2018-2019) e a Louisville (2020-2022), con cui nell'ultima stagione fu inserito nella terza formazione ideale dell'Atlantic Coast Conference dopo avere messo a segno 9 sack. Fu scelto nel corso del terzo giro (82º assoluto) del Draft NFL 2023 dai Tampa Bay Buccaneers. Debuttò come professionista subentrando nella gara del primo turno contro i Minnesota Vikings. Nella settimana 16 mise a segno 5 tackle, un sack e forzò il suo primo fumble nella vittoria sui Jacksonville Jaguars. La sua stagione da rookie si chiuse con 38 placcaggi, 7,5 sack e un fumble forzato disputando tutte le 17 partite, di cui 7 come titolare.
Nell'ultimo turno della stagione 2024, Diaby fu premiato come miglior difensore della NFC della settimana dopo avere messo a segno 5 placcaggi (di cui 4 con perdita di yard) e un sack nella vittoria sui New Orleans Saints che diede ai Buccaneers il titolo di division. La sua seconda annata si chiuse con 54 tackle, 4,5 sack e un fumble forzato disputando tutte le 17 partite come titolare.

## Palmarès
- Difensore della NFC della settimana: 1

18ª del 2024